# Brasilianisch-japanische Beziehungen
Die Brasilianisch-japanischen Beziehungen sind das zwischenstaatliche Verhältnis zwischen Brasilien und Japan. Beide Länder unterhalten enge und freundschaftliche Beziehungen.
Neben ihren diversifizierten Handelsbeziehungen, ihrem Kulturaustausch und historischen Bezügen besteht eine Verbindung zwischen den beiden Nationen auch durch die japanische Immigration nach Brasilien, welche im frühen 20. Jahrhunderts begann, weshalb heute knapp zwei Millionen Brasilianer japanischer Abstammung sind, mit dem Stadtteil Liberdade in São Paulo als weltweit größter Japantown. Ein Teil dieser japanischen Brasilianer sind später wieder nach Japan zurück migriert. Die große Personengruppe der als Dekassegui bekannten japanischen Brasilianer bildet ebenfalls eine Brücke zwischen beiden Ländern und begünstigte den Aufbau enger kultureller und wirtschaftlicher Beziehungen zwischen Brasilien und Japan. Im August 2014 haben beide Länder eine strategische Partnerschaft abgeschlossen und im Rahmen der G4-Staaten unterstützen sie sich gegenseitig in ihrer Ambition, einen dauerhaften Sitz im UN-Sicherheitsrat zu erhalten.
Die gegenseitige Migrationsgeschichte sorgte auch für eine vergleichsweise starke Präsenz der Portugiesischen Sprache in Japan, das seit 2014 Beobachterstatus in der Gemeinschaft der Portugiesischsprachigen Länder hat, zu dessen Gründungsmitgliedern Brasilien gehört.
Japan verfügt über ein positives Image in Brasilien. Eine 2013 von BBC News veröffentlichte Umfrage ergab, dass Brasilien eines der japanfreundlichsten Länder der Welt ist.  Laut der Umfrage sehen 71 % der Brasilianer den Einfluss Japans positiv und nur 10 % sehen das Gegenteil. In Japan sehen 40 % der Bevölkerung den Einfluss Brasiliens positiv und 3 % negativ. Aus anderen Umfragen aus demselben Jahr ging hervor, dass 78 % der befragten Brasilianer der Meinung waren, dass Japan und Brasilien „freundliche“ oder „eher freundliche“ Beziehungen unterhalten.

## Geschichte

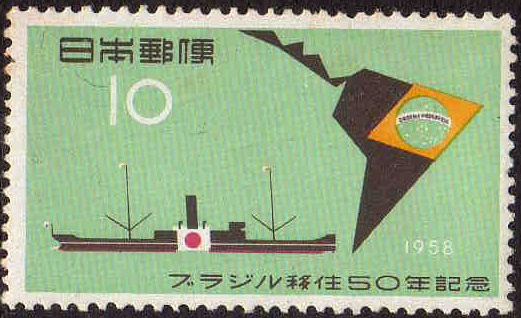
Japanische Briefmarke von 1958, zum 50. Jahrestag des Beginns der japanischen Einwanderung in Brasilien, die bis heute ein wichtiges Element ihrer Beziehungen ist.

Der erste Kontakt zwischen Brasilien und Japan kam durch die portugiesischen Seefahrer zustande, die 1543 als erste Europäer in Japan eintrafen und die Stadt Nagasaki als Handelsstützpunkt erhielten; 43 Jahre nachdem Portugal seine ersten Kolonien in Brasilien gegründet hatte. Von 1543 bis 1638 trieb Portugal Handel mit Japan, wobei die Händler unterwegs Zwischenstopps in Brasilien einlegten, bekannt als Nanban-Handel. Viele japanische Produkte wurden in Brasilien verkauft, und während dieser Zeit verkauften portugiesische Händler japanische Sklaven in Brasilien. Ab 1638 durften portugiesische Händler nicht mehr in Japan handeln und es begann für Japan eine lange Zeit der außenpolitischen Isolation.
Im September 1822 erlangte Brasilien seine Unabhängigkeit von Portugal. Im Oktober 1868 trat Japan in die Meiji-Periode ein und begann, nach Jahrhunderten der Isolation, diplomatische Beziehungen mit anderen Ländern aufzunehmen. 1895 unterzeichneten Brasilien und Japan einen Freundschafts-, Handels- und Schifffahrtsvertrag. 1897 wurden in den Hauptstädten beider Länder gegenseitige diplomatische Vertretungen eröffnet. Im Juni 1908 traf ein japanisches Schiff mit 790 japanischen Migranten in Brasilien ein; es war das erste von zahlreichen Wellen japanischer Migranten, die nach Brasilien kamen. Zwischen 1908 und 1941 wanderten über 190.000 Japaner nach Brasilien ein. Gestört wurden die Beziehungen schließlich durch den Zweiten Weltkrieg. Brasilien brach im Januar 1942 wegen des Angriffs auf Pearl Harbor die diplomatischen Beziehungen zu Japan ab und verbündete sich mit den Vereinigten Staaten. Zahlreiche japanische Brasilianer wurden interniert und Opfer schwerer Repressionen, japanische Schulen und Medien im Land geschlossen.

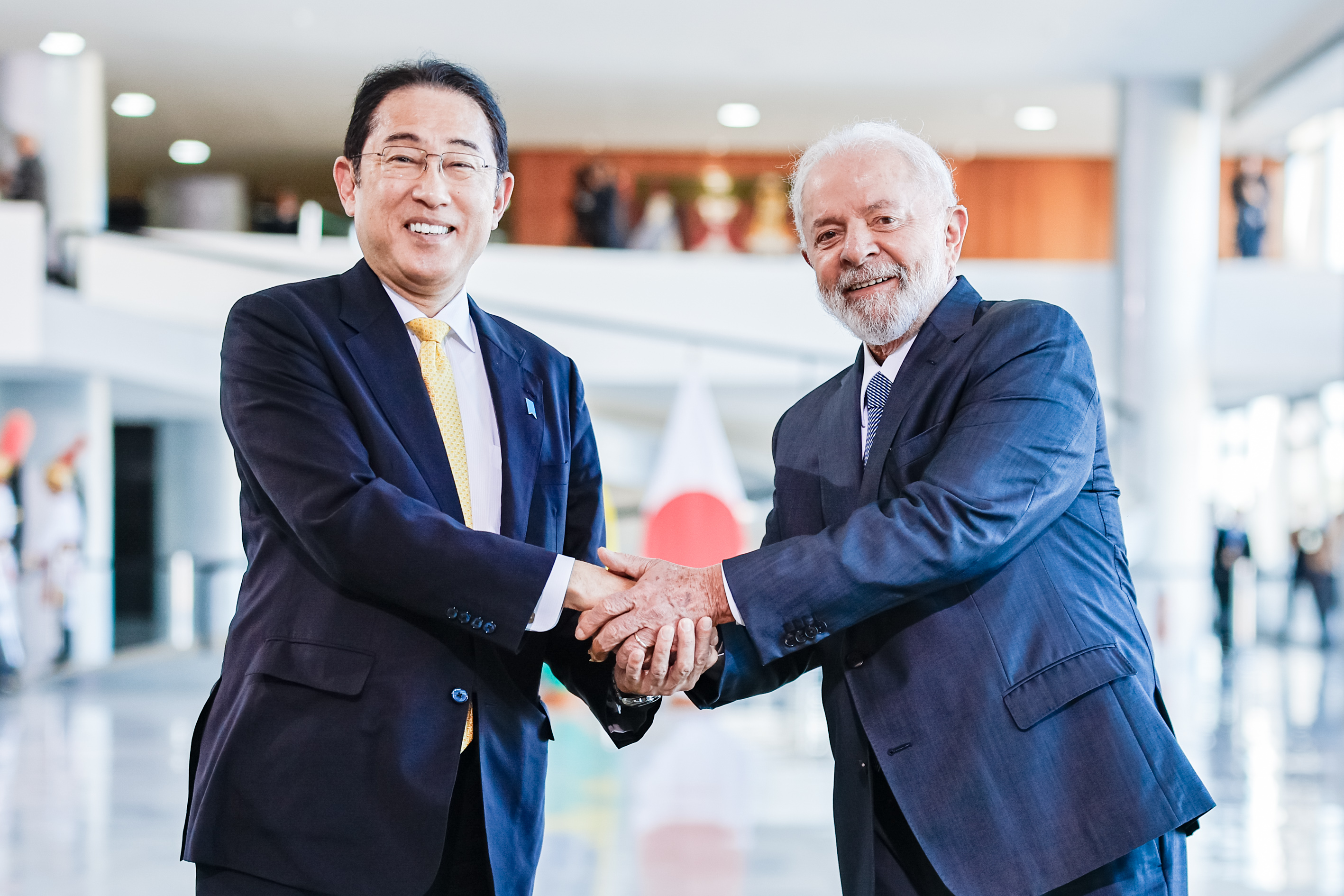
Fumio Kishida mit Lula da Silva in Brasília (2024)

Die diplomatischen Beziehungen zwischen beiden Ländern wurden 1952 wiederhergestellt. Im Juli 1959 besuchte Premierminister Kishi Nobusuke als erstes japanisches Staatsoberhaupt Brasilien. Im September 1976 stattete der brasilianische Präsident Ernesto Geisel Japan einen offiziellen Besuch ab. Es kam in der Folgezeit immer wieder zu hochrangigen Staatsbesuchen, so auch von Kaiser Hirohito (1997).
Ab den späten 1980er Jahren begann im Rahmen einer Wirtschaftskrise in Brasilien eine verstärkte Remigration von japanischstämmigen Brasilianern. Im Jahr 1990 genehmigte die japanische Regierung die legale Einreise von japanischen Brasilianern und ihren Nachkommen bis zur dritten Generation nach Japan. Seitdem sind fast 300.000 Japaner-Brasilianer nach Japan eingewandert und bilden die drittgrößte Einwanderergruppe in Japan nach Chinesen und Koreanern. Diese Rückwanderer sind als Dekasegi bekannt.
Im Jahr 2023 haben Brasilien und Japan die gegenseitige Befreiung von der Visumpflicht für Kurzzeitreisen von Touristen aus beiden Ländern eingeführt. Im folgenden Jahr wurden die Beziehungen beider Länder weiter gestärkt, als bei einem Treffen von Lula da Silva und Fumio Kishida 38 Absichtserklärungen für die Vertiefung der gegenseitigen Kooperation abgeschlossen wurden.

## Diplomatie

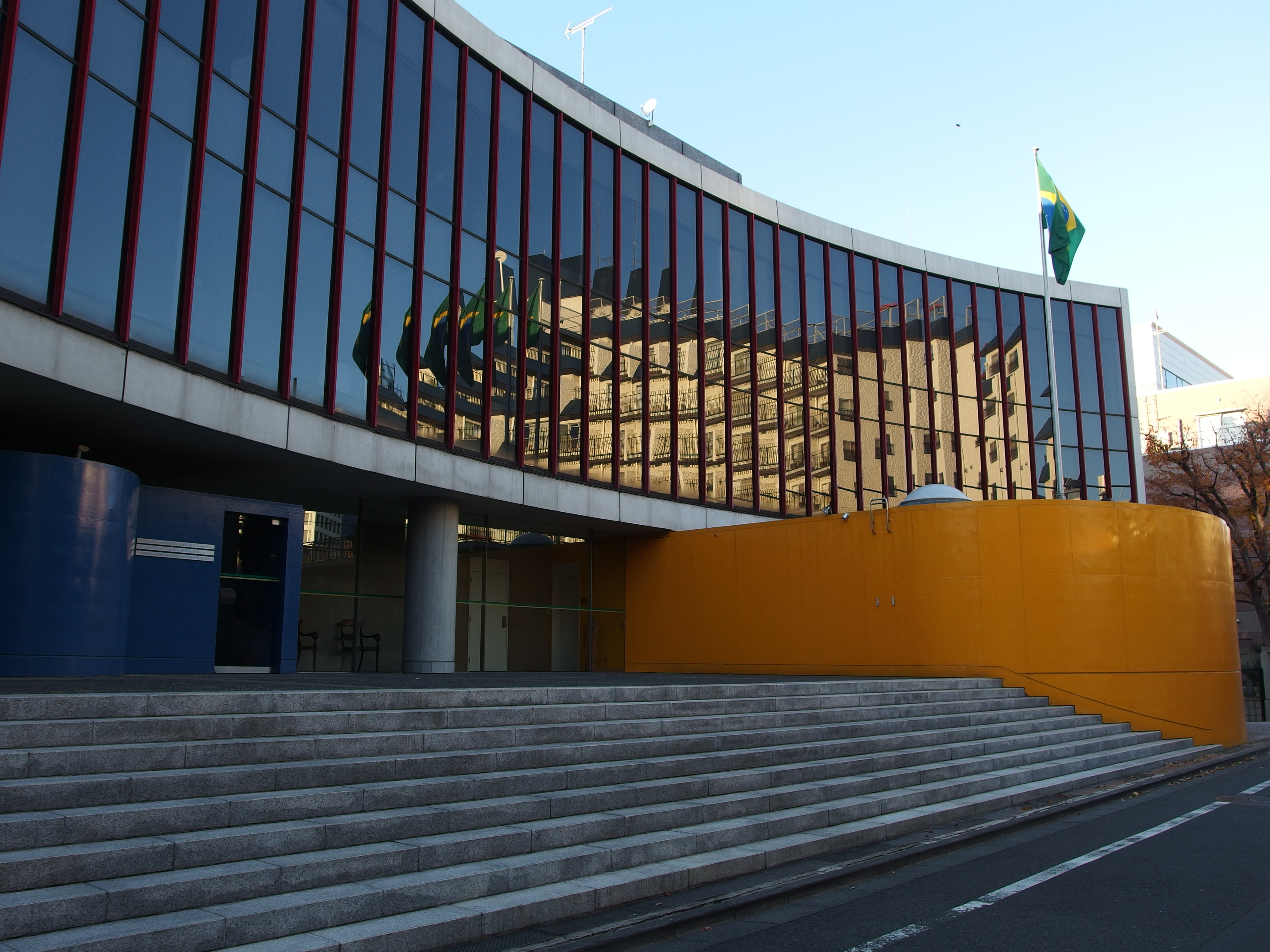
Die Botschaft Brasiliens in Tokio.

Brasilien unterhält eine eigene Botschaft in der japanischen Hauptstadt Tokio. Dazu ist ein brasilianisches Generalkonsulat in Tokio, eines in Hamamatsu und eines in Nagoya eingerichtet, und es bestehen brasilianische Honorarkonsulate in Sapporo, Sendai, Hiroshima, Naha und Kōbe.
Japan unterhält seinerseits eine eigene Botschaft in der brasilianischen Hauptstadt Brasília und Generalkonsulate in Curitiba, Manaus, Recife, Rio de Janeiro und São Paulo, zusätzlich besteht ein Konsulat in Belém, ein konsularisches Büro in Porto Alegre und Honorarkonsulate in Belo Horizonte und Salvador.

## Wirtschaft
Brasilien und Japan unterhalten enge Wirtschaftsbeziehungen. Im Jahr 2023 war Japan der zweitgrößte Handelspartner Brasiliens in Asien und der neuntgrößte in der Welt, mit einem Handelsaustausch von 11,7 Milliarden US-Dollar und einem brasilianischen Handelsbilanzüberschuss in Höhe von 1,5 Milliarden Dollar. In Brasilien agieren über 400 japanische Unternehmen, darunter Größen der japanischen Wirtschaft wie Sony, Toshiba, Toyota, Honda und weitere, wo diese bedeutende Investoren sind.
Im Jahr 2021 belief sich das bilaterale Handelsvolumen auf 10,68 Mrd. US-Dollar, mit einem Handelsbilanzüberschuss von knapp 400 Mio. US-Dollar zu Gunsten Brasiliens. Die brasilianischen Ausfuhren von 5,54 Mrd. US-Dollar bestanden hauptsächlich aus Eisenerz, Geflügel, Kaffee, Aluminium und Mais, während die japanischen Ausfuhren über 5,15 Mrd. US-Dollar vor allem in Teilen für die Automobilindustrie, Ölförderplattformen und Schiffe, chemische Erzeugnisse, Mess- und Kontrollinstrumente und Schaltungen bestanden.

## Kultur und Sport

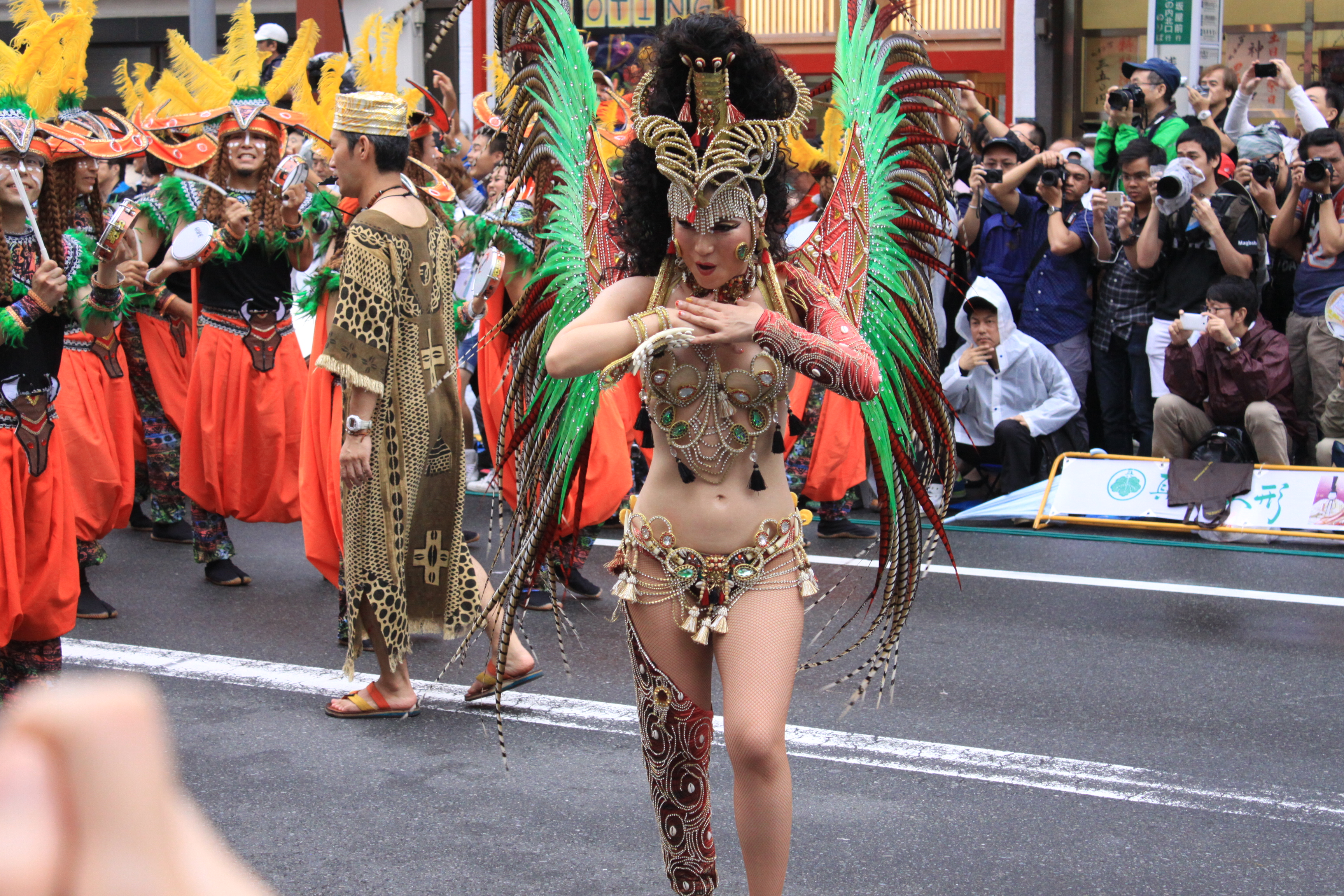
Impressionen vom Asakusa Samba Carnival 2015: zahlreiche Festivals und Feste der jeweils anderen Kultur finden in beiden Ländern statt.

Japanische Kulturimporte wie Anime, Videospiele, Küche, Filme und Musik (J-Pop) haben in Brasilien einen großen Einfluss. Eine kulturelle Fusion ist Brazilian Jiu-Jitsu, welches auf der Samurai-Kampfkunst Jiu Jitsu beruht. Es wurde um 1925 von zwei Brüdern in Brasilien entwickelt, nachdem einer der Brüder von einem japanischen Judoka in Kodokan-Judo unterrichtet worden war.
In mehreren Städten in Brasilien finden Japan-Festivals statt, die weit über Veranstaltungen wie der Japan-Tag in Düsseldorf hinausgehen. Das Festival do Japão in São Paulo gilt als weltweit größtes Festival seiner Art und wird vom 11. bis zum 13. Juli 2025 zum 26. Mal stattfinden. Weitere große Festivals dieser Art sind unter anderem das Festival do Japão RS  in Porto Alegre und das Festival do Japão em Minas in Belo Horizonte. Auch das traditionelle japanische Tanabatafest wird in mehreren brasilianischen Städten gefeiert.
Im Gegenzug finden in Japan brasilianische Karnevalsumzüge statt, mit dem Asakusa Samba Carnival als einem besonders bekannten Beispiel, auch während des Matsuri in Kōbe oder dem Great Takada-no-baba Festival im Tokioer Stadtteil Takadanobaba finden Karnevalsumzüge brasilianischen Stils statt. Zudem findet jährlich im Herbst das Festival Brasil im Yoyogi-Park in Tokio statt.
Fußball, Nationalsport in Brasilien, hat über die Jahre auch in Japan stark an Popularität zugenommen. Heute spielen Fußballer beider Länder regelmäßig auch im jeweils anderen Land, mit großem Übergewicht von Brasilianern bei japanischen Vereinen.
Die Brasilianische und die Japanische Fußballnationalmannschaft spielten bisher 13 mal gegeneinander, mit elf brasilianischen Siegen und zwei Unentschieden. Erstmals trafen sie am 23. Juli 1989 in Rio de Janeiro aufeinander, das Freundschaftsspiel endete 1:0 für die Gastgeber und war das erste Spiel der japanischen Auswahl in Südamerika. Zweimal waren Brasilianer Nationaltrainer Japans, erst Falcão (1994) und später Zico (2002–2006).